# Prix du cinéma suisse
 (août 2023).
Si vous disposez d'ouvrages ou d'articles de référence ou si vous connaissez des sites web de qualité traitant du thème abordé ici, merci de compléter l'article en donnant les références utiles à sa vérifiabilité et en les liant à la section « Notes et références ».
 (août 2023).

Ancien logo (2010).

Le prix du cinéma suisse est un palmarès sanctionné par des récompenses cinématographiques dont le but est la promotion de la production cinématographique suisse. Instauré en 1997, il a été remis pour la première fois en 1998 à Soleure.

## Trophée
Le trophée remis aux lauréats par l'Académie du cinéma suisse est le Quartz.
Le prix existe depuis 1998, mais c'est seulement depuis 2008 que le Quartz remplace le viseur que recevaient auparavant les lauréats.
Sylvie Fleury a créé le trophée de 2008 et Alfredo Häberli celui de 2009. En 2013, c'est Jean Mauboulès qui réalise le nouveau Quartz.

## Historique
Entre 1998 et 2008, les prix sont désignés et remis lors des Journées cinématographiques de Soleure.
Entre 2009 et 2012, les nominations sont annoncées en janvier lors des Journées cinématographiques de Soleure et les prix, nommés Quartz, sont remis en mars lors d'une soirée de Gala au palais de la culture et des congrès de Lucerne.
En 2010, pour la première fois, les Quartz sont remis par l'Académie du cinéma suisse en collaboration avec la fondation pour la promotion du cinéma suisse, Swiss Films.
Dès 2013, la cérémonie est déplacée à Genève puis en 2014 à Zurich. La cérémonie a désormais lieu par alternance annuelle dans ces deux villes.

## Catégories des prix
En 1998, pour la première année, seuls trois prix ont été décernés,. Petit-à-petit, les catégories ont été élargies. En 2000, deux nouvelles catégories récompensant les acteurs sont introduites. Les hommes et les femmes concourent pour le même prix. Ce n'est qu'en 2008 qu'un prix est remis pour l'interprétation masculine et un autre pour l'interprétation féminine. En 2004, le Prix spécial du Jury est introduit. Ce dernier n'est pas remis chaque année et prend le nom du Prix spécial de l'Académie en 2013. En 2010, le Prix d'honneur est remis pour la première fois. Tout comme le Prix spécial du Jury, il n'est pas remis chaque année.
En 2014, il y a eu onze catégories de prix : film de fiction, documentaire, court-métrage, film d'animation ; meilleurs interprètes féminin et masculin ainsi qu'espoir du cinéma ; scénario, musique de film, photographie et le prix du meilleur montage est décerné pour la première fois. En 2016, c'est le prix du meilleur film de diplôme qui est décerné pour la première fois.
En 2020, le prix du meilleur court métrage n'est pas décerné ; l'Office fédéral de la Culture a tant durci les critères qu'il n'y a pas assez de films qui se sont qualifiés. L'association Pro Short en avait réclamé un changement de règlement.
En 2021, le prix de la meilleure interprétation masculine n'est pas décerné alors que le prix du meilleur son est décerné pour la première fois.
L'édition de 2022 marque le plus grand nombre de prix décernés, à savoir 13 dans une catégorie : fiction, documentaire, court-métrage, animation, film de diplôme, scénario, son, musique, photographie, montage, interprétation masculine, interprétation féminine, second rôle ; ainsi que deux prix, spécial et d'honneur, pour un total de 15 prix.

## Éligibilité
Pour être éligible, le film doit remplir les conditions citées dans l'art. 2, al. 2 de la loi sur le cinéma, à savoir être réalisé pour l’essentiel par un auteur de nationalité suisse ou domicilié en Suisse, être produit par une personne physique domiciliée en Suisse, ou une entreprise qui y a son siège et dont les fonds propres et étrangers, ainsi que la direction sont majoritairement en main de personnes domiciliées en Suisse, et être réalisé dans la mesure du possible par des interprètes et des techniciens de nationalité suisse ou domiciliés en Suisse, et par des industries techniques établies en Suisse.
Par ailleurs, les films admis à concourir doivent avoir été sélectionnés dans le programme principal d’un festival de cinéma suisse ou d’un important festival de cinéma de l’étranger, ou exploités dans une salle suisse l'année précédant la remise du prix. Les films sélectionnés lors des Journées cinématographiques de Soleure l'année du prix sont également considérés.
En ce qui concerne les films de télévision produits de manière indépendante, ces derniers ne sont admis à concourir qu’à la condition d’avoir été exploités en salle en Suisse. De plus, un film ne peut participer qu’une fois au Prix du Cinéma Suisse.
C'est la fondation pour la promotion du cinéma suisse SWISS FILMS qui a la charge d'établir une liste des films admis à concourir. En cas de doute l’Office fédéral de la culture (OFC) décide sans appel des films admis à concourir pour l’année considérée.

## Lauréats des éditions
Les nouvelles catégories introduites suivant les années sont mises en gras dans les sections annuelles du palmarès.

### Prix du cinéma suisse 1998
- Meilleur film de fiction : 
  - Das Schweigen der Männer, de Clemens Klopfenstein
  - Waalo Fendo - Là où la terre gèle, de Mohammed Soudani
- Meilleur documentaire : Journal de Rivesaltes 1941-1942, de Jacqueline Veuve
- Meilleur court métrage : Angélique, de Samir

### Prix du cinéma suisse 1999
- Meilleur film de fiction : F. est un salaud, de Marcel Gisler
- Meilleur documentaire : Die Regierung, de Christian Davi
- Meilleur court métrage : Pastry, Pain and Politics, de Stina Werenfels

### Prix du cinéma suisse 2000
- Meilleur film de fiction : Emporte-moi, de Léa Pool
- Meilleur documentaire : Schlagen und Abtun, de Norbert Wiedmer
- Meilleur court métrage : Babami Hirsizlar Caldi, de Esen Isik
- Meilleure interprétation : Delphine Lanza, dans Attention aux chiens, de François Christophe Marzal
- Meilleure interprétation dans un second rôle : Stefan Suske, dans Grosse Gefühle, de Christoph Schertenleib

### Prix du cinéma suisse 2001
- Meilleur film de fiction : Azzurro, de Denis Rabaglia
- Meilleur documentaire : Do It, de Sabine Gisiger et Marcel Zwingli
- Meilleur court métrage : Summertime, de Anna Luif
- Meilleure interprétation : Sabine Timoteo, dans L'Amour, l'Argent, l'Amour, de Philip Gröning
- Meilleure interprétation dans un second rôle : Bruno Ganz, dans Pain, Tulipes et Comédie (Pane e tulipani), de Silvio Soldini

### Prix du cinéma suisse 2002
- Meilleur film de fiction : Utopia Blues, de Stefan Haupt
- Meilleur documentaire : Bashkim, de Vadim Jendreyko
- Meilleur court métrage : La jeune fille et les nuages, de Georges Schwizgebel
- Meilleure interprétation : Andrea Guyer et Carol Schuler, dans Lieber Brad, de Lutz Konermann
- Meilleure interprétation dans un second rôle : Michael Finger, dans Utopia Blues, de Stefan Haupt

### Prix du cinéma suisse 2003
- Meilleur film de fiction : On dirait le sud, de Vincent Pluss
- Meilleur documentaire : Hirtenreise ins dritte Jahrtausend, de Erich Langjahr
- Meilleur court métrage : Swapped, de Pierre Monard
- Meilleure interprétation : Mona Fueter, dans Füür oder Flamme, de Markus Fischer
- Meilleure interprétation dans un second rôle : Mathias Gnädinger, dans Big Deal, de Markus Fischer

### Prix du cinéma suisse 2004
- Meilleur film de fiction : Mein Name ist Bach, de Dominique de Rivaz
- Meilleur documentaire : Mais im Bundeshuus : Le Génie helvétique, de Jean-Stéphane Bron
- Meilleur court métrage : L'Escalier, de Frédéric Mermoud
- Meilleure interprétation dans un rôle principal : Bettina Stucky, dans Meier Marilyn, de Stina Werenfels
- Meilleure interprétation dans un second rôle : Gilles Tschudi, dans Mein Name ist Bach, de Dominique de Rivaz
- Prix spécial du jury : Corinna Glaus, pour le casting d'À vos marques, prêts, Charlie !

### Prix du cinéma suisse 2005
- Meilleur film de fiction : Tout un hiver sans feu, de Grzegorz Zgliński
- Meilleur documentaire : Accordion Tribe, de Stefan Schwietert
- Meilleur court métrage : Chyenne, de Alexander Meier
- Meilleur film d'animation : Un'altra città, de Carlo Ippolito
- Meilleure interprétation dans un rôle principal : Roeland Wiesnekker, dans Flic ou dealer ? (Strähl), de Flurin Hendry
- Meilleure interprétation dans un second rôle : Johanna Bantzer (de), dans Flic ou dealer ? (Strähl), de Flurin Hendry
- Prix spécial du jury : Filip Zumbrunn, pour la caméra, dans Flic ou dealer ? (Strähl)

### Prix du cinéma suisse 2006
- Meilleur film de fiction : Mein Name ist Eugen, de Michael Steiner
- Meilleur documentaire : Exit, le droit de mourir, de Fernand Melgar
- Meilleur court métrage : Terra incognita, de Peter Volkart
- Meilleure interprétation dans un rôle principal : Carlos Leal, dans Snow White, de Samir
- Meilleure interprétation dans un second rôle : Marthe Keller, dans Fragile, de Laurent Nègre
- Prix spécial du jury : Filmkollektiv Zürich, pour le film Klingenhof

### Prix du cinéma suisse 2007
- Meilleur film de fiction : Vitus, de Fredi M. Murer
- Meilleur documentaire : Das kurze Leben des José Antonio Gutierrez, de Heidi Specogna
- Meilleur court métrage : Feierabend, de Alex E. Kleinberger
- Meilleur film d'animation : Wolkenbruch, de Simon Eltz
- Meilleur scénario : Andrea Štaka, pour Das Fräulein
- Meilleure interprétation dans un rôle principal : Jean-Luc Bideau, dans Mon frère se marie, de Jean-Stéphane Bron
- Meilleure interprétation dans un second rôle : Natacha Koutchoumov, dans Pas de panique, de Denis Rabaglia
- Prix spécial du jury : l'équipe du film Nachbeben

### Prix du cinéma suisse Quartz 2008
- Meilleur film de fiction : Der Freund, de Micha Lewinsky
- Meilleur documentaire : Heimatklänge, de Stefan Schwietert
- Meilleur court métrage : Auf der Strecke, de Reto Caffi
- Meilleur scénario : Jeanne Waltz, pour Pas douce
- Meilleure interprétation féminine : Sabine Timoteo, dans Nebenwirkungen, de Manuel Siebenmann
- Meilleure interprétation masculine : Bruno Cathomas, dans Chicken mexicaine, de Armin Biehler
- Meilleur espoir d’interprétation : Philippe Graber, dans Der Freund, de Micha Lewinsky
- Prix spécial du jury : Moritz Schneider, Stress et Mich Gerber, pour la musique de Breakout, de Mike Eschmann

### Prix du cinéma suisse Quartz 2009
- Meilleur film de fiction : Home, de Ursula Meier
- Meilleur documentaire : No More Smoke Signales, de Fanny Bräuning
- Meilleur court métrage : Un día y nada, de Lorenz Merz
- Meilleur film d'animation : Tôt ou tard, de Jadwiga Kowalska
- Meilleur scénario : Ursula Meier et Antoine Jaccoud, pour Home
- Meilleure musique de film : Marcel Vaid, pour Zara, de Ayten Mutlu Saray
- Meilleure interprétation féminine : Celine Bolomey, dans Du bruit dans la tête, de Vincent Pluss
- Meilleure interprétation masculine : Dominique Jann, dans Luftbusiness, de Dominique de Rivaz
- Meilleur espoir d’interprétation : Kacey Mottet Klein, dans Home, de Ursula Meier
- Prix spécial du jury : Danilo Catti, pour la caméra de Giù le mani

### Prix du cinéma suisse Quartz 2010
- Meilleur film de fiction : Cœur animal, de Séverine Cornamusaz
- Meilleur documentaire : Die Frau mit den 5 Elefanten, de Vadim Jendreyko
- Meilleur court métrage : Las Pelotas, de Chris Niemeyer
- Meilleur scénario : Frédéric Mermoud, pour Complices
- Meilleure musique de film : Norbert Möslang, pour The Sound of Insects – Record of a Mummy, de Peter Liechti
- Meilleure interprétation féminine : Marie Leuenberger, dans Die Standesbeamtin, de Micha Lewinsky
- Meilleure interprétation masculine : Antonio Buil, dans Cœur animal, de Séverine Cornamusaz
- Meilleur espoir d’interprétation : Uygar Tamer, dans Dirty Money, de Dominique Othenin-Girard
- Prix spécial du jury : Stéphane Kuthy, pour la caméra de La Ferme du crime, de Bettina Oberli
- Prix d’honneur : Claude Goretta

### Prix du cinéma suisse Quartz 2011
- Meilleur film de fiction : La Petite Chambre, de Stéphanie Chuat et Véronique Reymond
- Meilleur documentaire : Cleveland contre Wall Street, de Jean-Stéphane Bron
- Meilleur court métrage : Yuri Lennon's Landing On Alpha 46, de Anthony Vouardoux
- Meilleur film d'animation : Miramare, de Michaela Müller
- Meilleur scénario : Stéphanie Chuat et Véronique Reymond, pour La Petite Chambre
- Meilleure musique de film : Marcel Vaid, pour Goodnight Nobody, de Jacqueline Zünd
- Meilleure interprétation féminine : Isabelle Caillat, dans All That Remains, de Pierre-Adrian Irlé et Valentin Rotelli
- Meilleure interprétation masculine : Scherwin Amini, dans Stationspiraten, de Mike Schaerer
- Meilleure interprétation dans un second rôle : Carla Juri, dans 180º, de Cihan Inan
- Prix spécial du jury : Gerald Damovsky, pour les décors dans le film Sennentuntschi, de Michael Steiner
- Prix d'honneur : Marcel Hoehn, producteur de T&C Film

### Prix du cinéma suisse Quartz 2012
- Meilleur film de fiction : Giochi d'estate (Jeux d'été), de Rolando Colla
- Meilleur documentaire : Vol spécial, de Fernand Melgar
- Meilleur court métrage : Du & Ich, d'Esen Isik
- Meilleur scénario : Pilar Anguita-MacKay et Rolando Colla, pour Giochi d'estate
- Meilleure musique de film : Peter Bräker, Balz Bachmann et George Vaine, pour Day Is Done, de Rolando Colla
- Meilleure interprétation féminine : Carla Juri, dans Eine wen iig, dr Dällebach Kari, de Xavier Koller
- Meilleure interprétation masculine : Max Hubacher, dans Der Verdingbub, de Markus Imboden
- Meilleur espoir d’interprétation : Stefan Kurt, dans Der Verdingbub, de Markus Imboden
- Meilleure photographie : Lorenz Merz, de Giochi d'estate
- Prix spécial du jury : Gion-Reto Killias pour le montage de trois films : Abrir puertas y ventanas, Day Is Done et Eine wen iig, dr Dällebach Kari
- Prix d’honneur : Rolf Lyssy, réalisateur du film Les Faiseurs de Suisses (1978)

### Prix du cinéma suisse Quartz 2013
- Meilleur film de fiction : L'Enfant d'en haut, de Ursula Meier
- Meilleur documentaire : Des abeilles et des hommes, de Markus Imhoof
- Meilleur court métrage : Einspruch VI, de Rolando Colla
- Meilleur film d'animation : La Nuit de l'ours, de Frédéric Guillaume et Samuel Guillaume
- Meilleur scénario : Ursula Meier et Antoine Jaccoud, pour L'Enfant d'en haut
- Meilleure musique de film : Peter Scherer, pour Des abeilles et des hommes
- Meilleure interprétation féminine : Sybille Brunner, dans Rosie, de Marcel Gisler
- Meilleure interprétation masculine : Kacey Mottet Klein, dans L'Enfant d'en haut, de Ursula Meier
- Meilleure interprétation dans un second rôle : Antonio Buil, dans Opération Libertad, de Nicolas Wadimoff
- Meilleure photographie : Camille Cottagnoud, d'Hiver nomade
- Prix spécial de l’académie : Karine Sudan, pour le montage d'Hiver nomade
- Prix d'honneur : Jacqueline Veuve, réalisatrice, pour l'ensemble de sa carrière

### Prix du cinéma suisse Quartz 2014
- Meilleur film de fiction : Der Goalie bin ig, de Sabine Boss
- Meilleur documentaire : Vaters Garten - die Liebe meiner Eltern, de Peter Liechti
- Meilleur court métrage : The Green Serpent, de Benny Jaberg
- Meilleur film d'animation : The Kiosk, de Anete Melece
- Meilleur scénario : Jasmine Hoch, Sabine Boss et Pedro Lenz, pour Der Goalie bin ig
- Meilleure musique de film : Peter Von Siebenthal et Richard Köchli, pour Der Goalie bin ig
- Meilleure interprétation féminine : Ursina Lardi, dans Traumland, de Petra Volpe
- Meilleure interprétation masculine : Marcus Signer, dans Der Goalie bin ig, de Sabine Boss
- Meilleure interprétation dans un second rôle : Dimitri Stapfer (de), dans Left Foot Right Foot, de Germinal Roaux
- Meilleure photographie : Denis Jutzeler, pour Left Foot Right Foot
- Meilleur montage : Tania Stöcklin, pour Vaters Garten - die Liebe meiner Eltern
- Prix spécial de l'académie : Françoise Nicolet, costume designer
- Prix d’honneur : Alexander J. Seiler

### Prix du cinéma suisse Quartz 2015
- Meilleur film de fiction : Le Cercle, de Stefan Haupt
- Meilleur documentaire : Electroboy, de Marcel Gisler
- Meilleur court métrage : Discipline, de Christophe Saber
- Meilleur film d'animation : Timber, de Nils Hedinger
- Meilleur scénario : Stefan Haupt, Christian Felix, Ivan Madeo et Urs Frey, pour Le Cercle
- Meilleure musique de film : Mathieu Urferl, pour Pause
- Meilleure interprétation féminine : Sabine Timoteo, dans Driften, de Karim Patwa
- Meilleure interprétation masculine : Sven Schelker, dans Le Cercle, de Stefan Haupt
- Meilleure interprétation dans un second rôle : Peter Jecklin, dans Le Cercle, de Stefan Haupt
- Meilleure photographie : Lorenz Merz, pour Chrieg
- Meilleur montage : Thomas Bachmann, pour Electroboy
- Prix spécial de l'académie : Patrick Lindenmaier, pour avoir travaillé sur onze films concourant au Prix du Cinéma Suisse 2015
- Prix d’honneur : Jean-Luc Godard

### Prix du cinéma suisse Quartz 2016
- Meilleur film de fiction : Köpek, de Esen Isik
- Meilleur documentaire : Above And Below, de Nicolas Steiner
- Meilleur court métrage : Kacey Mottet Klein, naissance d'un acteur, d'Ursula Meier
- Meilleur film d'animation : Le Roi des Aulnes, de Georges Schwizgebel
- Meilleur scénario : Micha Lewinsky, pour Nichts passiert
- Meilleure musique de film : Marcel Vaid, pour Lorsque le soleil est tombé du ciel
- Meilleure interprétation féminine : Beren Tuna, dans Köpek, de Esen Isik
- Meilleure interprétation masculine : Patrick Lapp, dans La Vanité, de Lionel Baier
- Meilleure interprétation dans un second rôle : Ivan Georgiev, dans La Vanité, de Lionel Baier
- Meilleure photographie : Felix von Muralt, pour Une cloche pour Ursli, de Xavier Koller
- Meilleur montage : Kaya Inan, pour Above And Below, de Nicolas Steiner
- Meilleur film de diplôme : Ruben Leaves, de Frederic Siegel
- Prix spécial de l'académie : 
  - Guido Keller, ingénieur du son et mixage de Köpek
  - Jacques Kieffer, ingénieur du son et mixage d'Above And Below
- Prix d’honneur : Renato Berta, cameraman

### Prix du cinéma suisse Quartz 2017
- Meilleur film de fiction: Ma vie de Courgette, de Claude Barras
- Meilleur documentaire : Cahier africain, de Heidi Specogna
- Meilleur court métrage : 
  - Bon voyage, de Marc Raymond Wilkins
  - La femme et le TGV, de Timo von Gunten
- Meilleur film d'animation : Au revoir Balthazar, de Rafael Sommerhalder
- Meilleur scénario : Petra Volpe, pour L'Ordre divin
- Meilleure musique de film : Sophie Hunger, pour Ma vie de Courgette
- Meilleure interprétation féminine : Marie Leuenberger
- Meilleure interprétation masculine : Bruno Ganz, dans Un Juif pour l'exemple, de Jacob Berger
- Meilleure interprétation dans un second rôle : Rachel Braunschweig, dans L'Ordre divin, de Petra Volpe
- Meilleure photographie : Simon Guy Fässler, pour Aloys, de Tobias Nölle
- Meilleur montage : Kaya Inan, pour Cahier africain, de Heidi Specogna
- Meilleur film de diplôme : Digital Immigrants, de Norbert Kottmann et Dennis Stauffer
- Prix spécial de l'académie : Marie-Eve Hildbrand, pour le casting de Ma vie de Courgette
- Prix d’honneur : Bruno Ganz

### Prix du cinéma suisse Quartz 2018
- Meilleur film de fiction : Blue My Mind, de Lisa Brühlmann
- Meilleur documentaire : L'Opéra, de Jean-Stéphane Bron
- Meilleur court métrage : Facing Mecca, de Jan-Eric Mack
- Meilleur film d'animation : Airport, de Michaela Müller
- Meilleur scénario : Lisa Brühlmann, pour Blue My Mind
- Meilleure musique de film : Diego Baldenweg, Lionel Vincent Baldenweg et Nora Baldenweg, pour Die kleine Hexe
- Meilleure interprétation féminine : Luna Wedler, dans Blue My Mind, de Lisa Brühlmann
- Meilleure interprétation masculine : Max Hubacher, dans Mario, de Marcel Gisler
- Meilleure interprétation dans un second rôle : Jessy Moravec, dans Mario, de Marcel Gisler
- Meilleure photographie : Pio Corradi, pour Köhlernächte, de Robert Müller
- Meilleur montage : Gion-Reto Killias, pour Almost There, de Jacqueline Zünd
- Prix spécial de l'académie : Georges Schwizgebel, membre fondateur du Groupement Suisse du Film d’Animation (GSFA)
- Prix d’honneur : Thomas Nellen, maquillage pour Vakuum, de Christine Repond

### Prix du cinéma suisse Quartz 2019
- Meilleur film de fiction : Ceux qui travaillent, d'Antoine Russbach
- Meilleur documentaire : Chris the Swiss, d'Anja Kofmel
- Meilleur court métrage : All Inclusive, de Corina Schwingruber Ilić
- Meilleur film d'animation : Selfies, de Claudius Gentinetta
- Meilleur film de diplôme : Les heures-encre, de Wendy Pillonel
- Meilleur scénario : Antoine Russbach, pour Ceux qui travaillent
- Meilleure musique de film : Marcel Vaid, pour Chris the Swiss
- Meilleure interprétation féminine : Judith Hofmann, dans Der Unschuldige, de Simon Jaquemet
- Meilleure interprétation masculine : Joel Basman, dans Wolkenbruch, de Michael Steiner
- Meilleure interprétation dans un second rôle : Pauline Schneider, dans Ceux qui travaillent, d'Antoine Russbach
- Meilleure photographie : Peter Indergand, pour Eldorado, de Markus Imhoof
- Meilleur montage : Stefan Kälin, pour Chris the Swiss, d'Anja Kofmel
- Prix spécial de l'académie : 
  - Monika Schmid, costumière pour Zwingli
  - Su Erdt, scénographe pour Zwingli
- Prix d’honneur : Beki Probst, Présidente et directrice du European Film Market

### Prix du cinéma suisse Quartz 2020
- Meilleur film de fiction : Le Milieu de l'horizon, de Delphine Lehericey
- Meilleur documentaire : Immer und ewig, de Fanny Bräuning
- Meilleur film d'animation : Average Happiness, de Maja Gehrig
- Meilleur film de diplôme : Isola, de Aurelio Buchwalder, et Still Working, de Julietta Korbel
- Meilleur scénario : Joanne Giger, pour Le Milieu de l'horizon
- Meilleure musique de film : Olivia Pedroli, pour Immer und ewig
- Meilleure interprétation féminine : Miriam Stein, dans Moskau Einfach!, de Micha Lewinsky (de)
- Meilleure interprétation masculine : Sven Schelker, dans Bruno Manser - la voix de la forêt tropicale, de Niklaus Hilber
- Meilleure interprétation dans un second rôle : Cecilia Steiner, dans Der Büezer, de Hans Kaufmann
- Meilleure photographie : Basil da Cunha, pour O Fim do Mundo, de Basil da Cunha
- Meilleur montage : Jann Anderegg, pour Baghdad in My Shadow
- Prix spécial de l'Académie : Ernst Brunner, chef éclairagiste pour Tambour battant et Sekuritas[13]
- Prix d'honneur : Markus Imhoof, réalisateur

### Prix du cinéma suisse Quartz 2021
- Meilleur film de fiction : Schwesterlein, de Stéphanie Chuat et Véronique Reymond
- Meilleur documentaire : Das Neue Evangelium, de Milo Rau
- Meilleur court-métrage : Deine Strasse, de Güzin Kar
- Meilleur film d'animation : Darwin's Notebook, de Georges Schwizgebel
- Meilleur film de diplôme : Amazonen einer Grossstadt, de Thaïs Odermatt
- Meilleur scénario : Schwesterlein, de Stéphanie Chuat et Véronique Reymond
- Meilleure musique de film : Alice Schmid, pour Burning Memories
- Meilleure interprétation féminine : Sarah Spale, dans Platzspitzbaby, de Pierre Monnard
- Meilleure interprétation masculine : non décerné
- Meilleure interprétation dans un second rôle : Marthe Keller, dans Schwesterlein, de Stéphanie Chuat et Véronique Reymond
- Meilleure photographie : Filip Zumbrunn, pour Schwesterlein, de Stéphanie Chuat et Véronique Reymond
- Meilleur montage : Myriam Rachmuth, Schwesterlein, de Stéphanie Chuat et Véronique Reymond
- Meilleur son : Peter Bräker, pour Nemesis
- Prix spécial de l’Académie : Linda Harper, costumière sur les films Von Fischen und Menschen, Platzspitzbaby et Spagat / ШПАГАТ
- Prix d'honneur : Liselotte Pulver

### Prix du cinéma suisse Quartz 2022
- Meilleur film de fiction : Olga, d'Elie Grappe
- Meilleur documentaire : Ostrov - Die verlorene Insel, de Svetrlana Rodin et Laurent Stoop
- Meilleur court-métrage : Über Wasser, de Jela Hasler
- Meilleur film d'animation : Dans la nature, de Marcel Barelli
- Meilleur film de diplôme : Love Will Come Later, de Julia Furer
- Meilleur scénario : Olga, d'Elie Grappe
- Meilleure musique de film : Fatima Dunn, Lorenz Merz et Julian Sartorius, pour Soul of a Beast
- Meilleure interprétation féminine : Claudia Grob, dans La Mif, de Frédéric Baillif
- Meilleure interprétation masculine : Pablo Caprez, dans Soul of a Beast, de Lorenz Merz
- Meilleure interprétation dans un second rôle : Anaïs Uldry, dans La Mif, de Frédéric Baillif
- Meilleure photographie : Fabian Kimoto et Lorenz Merz, pour Soul of a Beast
- Meilleur montage : Frédéric Baillif, pour La Mif, de lui-même
- Meilleur son : Jürg Lempen, pour Olga, d'Elie Grappe
- Prix spécial de l'Académie : Nicole Hoesli, dans Soul of a Beast, de Lorenz Merz
- Prix d'honneur : Fredi Murer, réalisateur

### Prix du cinéma suisse Quartz 2023
La cérémonie, diffusée sur les trois chaînes de télévision nationales, a lieu le 24 mars 2023, au Bâtiment des Forces motrices à Genève :
- Meilleur film de fiction : Drii Winter, de Michael Koch
- Meilleur documentaire : Cascadeuses, d'Elena Avdija
- Meilleur court-métrage : Je suis noires, de Juliana Fanjul et Rachel M'Bon
- Meilleur film d'animation : The Record, de Jonathan Laskar
- Meilleur scénario : La ligne, d'Ursula Meier
- Meilleure musique de film : Nicolas Rabaeus, pour Foudre, de Carmen Jaquier
- Meilleure photographie : Silvan Hillmann, pour Unrueh, de Cyril Schäublin
- Meilleur montage : Karine Sudan, pour (Im)mortels, de Lila Ribi
- Meilleure interprétation féminine : Stéphanie Blanchoud, dans La Ligne, d'Ursula Meier
- Meilleure interprétation masculine : Manfred Liechti, dans Peter K. - Alleine gegen den Staat, de Laurent Wyss
- Meilleure interprétation dans un second rôle : Elli Spagnolo, dans La Ligne, d'Ursula Meier
- Meilleur film de diplôme : Ours, de Morgane Frund
- Meilleur son : Carlos Ibañez-Dias et Denis Séchaud, pour Foudre, de Carmen Jaquier
- Prix d'honneur : Ruth Waldburger[15]

### Prix du cinéma suisse Quartz 2024
La cérémonie a lieu le 22 mars 2024, à la Halle 622 de Zurich-Oerlikon :
- Meilleur film de fiction : Blackbird Blackbird Blackberry, d'Elene Naveriani
  - Bisons, de Pierre Monnard
  - L'amour du monde, de Jenna Hasse
  - La Voie royale, de Frédéric Mermoud
  - Laissez-moi, de Maxime Rappaz
- Meilleur documentaire : Die Anhörung, de Lisa Gerig
  - Las toreras, de Jackie Brutsche
  - Prisoners of fate, de Mehdi Sahebi
  - The driven ones, de Piet Baumgartner
  - While the green grass grows, de Peter Mettler
- Meilleur court-métrage : La gravidité, de Jela Hasler
  - Le fils du chasseur, de Juliette Riccaboni
  - Night Shift, de Kayije Kagame et Hugo Radi
  - Terra Mater - Mother Land, de Kantarama Gahigiri
  - The Fuse, de Kevin Haefelin
- Meilleur film d'animation : Armat, d'Élodie Dermange
  - Canard, d'Elie Chapuis
  - The car that came back from the sea, de Jadwiga Kowalska
- Meilleur scénario : Blackbird Blackbird Blackberry, d'Elene Naveriani
  - Ciao-ciao bourbine, de Peter Luisi et Beat Schlatter
  - La Voie royale, de Frédéric Mermoud
- Meilleure interprétation féminine : Ella Rumpf, dans Le Théorème de Marguerite, d'Anna Novion
  - Julia Jentsch, dans 8 Tage im August, de Samuel Perriard
  - Ursina Lardi, dans Die Nachbarn von oben, de Sabine Boss
- Meilleure interprétation masculine : Karim Barras, dans Bisons, de Pierre Monnard
  - Antonio Buíl, dans Vous n'êtes pas Ivan Gallatin, de Pablo Martin Torrado
  - Maxime Valvini, dans Bisons, de Pierre Monnard
- Meilleure interprétation dans un second rôle : Maud Wyler, dans La Voie royale, de Frédéric Mermoud
  - Sarah Spale, dans Die Nachbarn von oben, de Sabine Boss
  - Roland Vouilloz, dans Vous n'êtes pas Ivan Gallatin, de Pablo Martin Torrado
- Meilleure musique de film : Nicolas Rabaeus, pour Bisons, de Pierre Monnard ; et Nicolas Rabaeus, pour The land within, de Fisnik Maxville
  - Nicolas Rabaeus, pour Rivière, d'Hugues Hariche
- Meilleure photographie : Joseph Areddy, pour Bisons, de Pierre Monnard
  - Patrick Tresch, pour 2G, de Karim Sayad
  - Joseph Areddy, pour Rivière, d'Hugues Hariche
- Meilleur montage : Aurora Franco Vögeli, pour Blackbird Blackbird Blackberry, d'Elene Naveriani
  - Nicolas Hislaire, pour Bisons, de Pierre Monnard
  - Sarah Anderson, pour La Voie royale, de Frédéric Mermoud
- Meilleur son : Xavier Lavorel, pour La Chimère, d'Alice Rohrwacher
  - Jacques Kieffer & Gina Keller, pour Bergfahrt, de Dominique Margot
  - Philippe Ciompi & Marc von Stürler, pour Blackbird Blackbird Blackberry, d'Elene Naveriani
- Meilleur film de diplôme : Chagrin Valley, de Nathalie Berger
  - Crevette, de Noémi Knobil, Elina Huber, Sven Bachmann & Jill Vágner
  - Electric Fields, de Lisa Gertsch

- Prix d'honneur : Robert Boner[17], producteur
- Prix spécial de l'Académie : Sonia Rossier[18], 1re assistante réalisation de Laissez-moi